# Місто Ґруйтуйзена
Місто Ґруйтуйзена — своєрідне місячне утворення, розташоване околицями Центральної затоки. Відкрито 1822 року німецьким астрономом Францем фон Паула Ґруйтуйзеном і названо їм «Валлверк». Спочатку вважалося містом тубільців Місяця, пізніше штучну природу утворення було поставлено під сумнів.

## Астрономія XIX століття
XIX століття був часом бурхливого розвитку астрономічної науки, основою якого стало першої чергою розроблення Ньютоном закону всесвітнього тяжіння, правильність якого отримала остаточне обґрунтування в працях Галлея, присвячених кометі, що пізніше отримала його ім'я.
Спостережна астрономія також переживала період бурхливого розвитку, збільшувалася кількість обсерваторій в Європі, перші обсерваторії у Південній півкулі відкрили Джон Гершель і Ніколя-Луї Лакайль. Росли також розміри телескопів, так 1842 року до ладу став побудований Вільямом Парсонсом 2-метровий рефлектор (XIX століття це досягнення так і не було ніким перевершено); 1861 року В. Лассаль побудував 122-см рефлектор.
1836 року почалося фотометричне спостереження зір, піонером якого виступив Дж. Гершель, 1840 року отримано перший вислід спостережень Сонця в інфрачервоному діапазоні, в 1841—1845 рр. зусиллями В. Бонда і Дж. Бонда (США) народилася фотографічна астрономія, 1874 року вийшов друком перший фотографічний атлас Місяця.
У 1859—1862 рр. Роберт Бунзен і Густав Кірхгоф розробили основи спектрального аналізу, яка провела справжню революцію у спостережній астрономії, оскільки за допомогою цього способу вдалося отримати жодним іншим способом недоступні тоді дані про хімічний склад небесних тіл. За допомогою спектрального розсліду вперше вдалося науково довести схожість хімічного складу Сонця і планет, і таким чином отримати досить переконливий довід на користь матеріальної єдності Всесвіту.

## Суперечки щодо наявності іншого життя у Сонячній системі в 1750—1900рр.
Давнє питання про множинність світів і наявність розумного життя в Усесвіті і, як його окремого випадку, життя на небесних тілах Сонячної системи встало з новою гостротою, переставши бути чисто умоглядним припущенням, яким здавалося аж до тієї пори.
Дійсно, гіпотеза Канта — Лапласа переконливо показала закономірність утворення зір і планетарних систем, схожих із нашою, єдність хімічного складу також говорила на користь припущення про наявність життя, схожою із земною, на інших тілах Сонячної системи.
Можливість наявності міста на Місяці XIX століття не сприймалося як щось неймовірне, оскільки Місяць вважався населеним: так, ще Йоганн Кеплер гадав, що кратери на Місяці мають штучне походження і є містами місячних мешканців («ендиміонів»).
Вільям Гершель також вважав Місяць населеним і 1780 року писав королівському астроному Н. Маскеліну: «Без сумніву, що на Місяці життя має існувати в тому чи іншому вигляді…». П'єр Ґассенді вважав, що умови на Місяці непридатні для земного життя, — отже, істоти, що живуть там, організовані інакше, ніж земні.
Директор Берлінської обсерваторії Йоганн Елерт Боде (1747—1826) доводив наявність життя на Сонці, яке мало, на його думку, «холодне і темне ядро, оточене щільною атмосферою, де є наявною вода і суша, а гірські ланцюги змінюються долинами», причому, на його думку, ця внутрішня поверхня Сонця могла і мусила бути населена розумними істотами, «що невтомно славлять свого Творця». На думку Боде, чия теорія пізніше отримала ім'я «панпопулізма», кожне космічне утворення, будь-то планета, зоря чи астероїд, обов'язково буде населена розумними істотами. Відповідаючи своїм науковим супротивникам, вказував, що відстань від Сонця, різна для кожного планетного утворення, має впливати на умови на певній планеті. Боде стверджував, своєю чергою, що атмосфера кожного небесного тіла здатна вносити свій вклад в утворенні температурного режиму, і, до того ж, інопланетні «рослини, тварини і розумні істоти» аж ніяк не зобов'язані нагадувати земних.
Але якщо ці перші припущення були чисто умоглядними, так, зокрема, Боде виходив зі засновку про Всеблагого Творця, то Йоганн Шрьотер у своїх працях, що відносяться до кінця XVIII століття, повідомив про спостереження атмосфери, доріг, зеленого поля, каналу і навіть міста на Місяці, а також описав зміни кольору місячної поверхні, пов'язані, як він гадав, з рослинністю, появою хмар, туманів, а також диму, що свідчить про промислову діяльність.

## Історія відкриття

Світлини і малюнок «Міста Ґруйтуйзена»

12 липня 1822 року лікар, професор астрономії Мюнхенського університету Франц фон Паула Ґруйтуйзен (1774—1852), спостерігаючи поверхню Місяця поблизу Центральної затоки у свій 2,4-дюймовий (6 см) телескоп-рефрактор, замалював поблизу кратера Шретера «Місто» — утворення, що чимось нагадує фрагмент павукової мережі: низькі прямі вали, що розходяться під кутом 45 градусів, з'єднані попарно «решіткою» з поперечних валів. На одному з кінців мережі було розташовано щось, що нагадувало цитадель. Він стверджував, що спостерігав на місячній поверхні також твердині, дороги і навіть звірячі стежини. Усе місто, назване їм «Валлверк» (нім. Wallwerk), тобто в перекладі з німецької «<місто>, оточене фортечним муром», простягалося приблизно на 37 км.
Вислід своїх спостережень фон Ґруйтуйзен виклав 1824 року в праці «Entdeckung vieler deutlicher Spuren der Mondbewohner» (нім.) (тобто «Виявлення численних слідів розумного життя на Місяці»). Наступного року він підготував об'ємну статтю у Berliner astronomisches Jahrbuch (нім.), яка вийшла 1828 року та в якій докладно розповідав про дворічну історії спостережень, висловлюючи надію, що кожен, хто має «добрі, досвідчені очі», може повторити його дослідження. Після цього він вирушив у подорож, показуючи своє Місто астрономам, філософам, королям. Першим підтвердив повідомлення Ґруйтуйзен князь Меттерніх у Відні, другим — професор Боненберґер, а третім став відомий астроном-любитель Генріх Швабе.
Це відкриття викликало сенсацію, спричинивши серед іншого, неабияку журнальну полеміку. Так, якщо вірити шотландському «New Philosophical Journal», Генріх Ольберс виступив гарячим прихильником ідеї, що Місяць покритий рослинністю і населена розумними істотами. Карл Фрідріх Гаусс у розмові з першовідкривачем підтримав його задум спробувати зв'язатися з мешканцями місячного міста, покривши сибірські рівнини мережею величезних каналів у вигляді геометричних фігур, заповнених спаленілим гасом, бо «математичні поняття місячних жителів повинні бути схожі з нашими».
З іншого боку, видавець журналу «Annals of Philosophy» відкрито висміяв Ґруйтуйзена, охрестивши його самого і його послідовників «твердолобими лунатиками», додавши до того, що Ґаусс напевно «посміявся тихцем над його безглуздими, шаленими ідеями», бо від Ґруйтуйзена «не можна було очікувати іншого, крім порції повної і непрохідної нісенітниці», і тільки наразі вдалося підтвердити, що, дійсно, повністю або частково обидва вчених підтримали першовідкривача. Зі свого боку, Вільгельм Ґотгельф Лорман 1830 року відзначав, що подібним припущенням, що поміщають на безводний і безповітряний Місяць ліси, міста і мешканців, «яких, можливо, вдасться розглянути, якби їм пройти щільним натовпом через ліс», немає місця у серйозній науці.
Сучасники відкриття вважали, що це були фортечні споруди мешканців Місяця або ж велетенські письмена, за допомогою яких мешканці Місяця хотіли звернути на себе увагу. Однак через 15 років після цього відкриття німецький астроном Йоганн Генріх фон Медлер відверто заявив, що він ніколи не бачив на Місяці і сліду схожих на укріплені вали. Він накреслив на спеціальній карті звичайним способом, тобто штрихами, цю уявну симетричну мережу у вигляді цілого ряду пересічних і поплутаних гірських ланцюгів, які часто видно на Місяці та нічим не примітні. У такому ж дусі висловився і британський астроном Томас Вебб, описуючи свої власні спостереження Міста:
… цікавий зразок паралельності, але настільки грубий, що його природне походження очевидне…

Проте, прихильник штучного походження місячного міста В. Бельше писав:

… при сприятливому положенні сонячних променів, можна так ясно і легко бачити ці укріплення… Це явище неодмінно зачаровує кожного спостерігача Місяця, тому що подібне видовище не зустрічається більше ніде. Старі малюнки цих укріплень, з часів до Медлера, добре передають цю картину, і якщо симетрія мережі дещо перебільшена в цих малюнках, то і в малюнках Медлера існує таке ж суб'єктивне перебільшення заплутаності ліній.

## Спостереження

Світлина міста Ґруйтуйзена.

Місто Ґруйтуйзена розташоване на пересіченій рівнині (абсолютна висота рівнини не перевищує декількох сотень метрів), околицею затоки Спеки і займає площу 70 × 90 км. Область, у якій розташоване Місто, має темніше забарвлення порівняно з навколишньою її поверхнею. Лава витікала, як бачиться, із «затоки Спеки»: про це можна судити за розташуванням гребенів хвиль застиглої лави, а також за руйнуванням і заповненням деяких кратерів, серед яких і сам кратер Шретер.
Місто краще видно протягом доби після першої чверті Місяця, за умови спокійної атмосфери; для його спостереження досить невеликого телескопа. Однак при більшому діаметрі об'єктива місто видно і при більшій відстані термінатора від нього. Селенографічні координати осередку решітки Міста є близько 6° пн. ш. 8° зх. д. / 6° пн. ш. 8° зх. д., тобто він знаходиться між кратерами Ератосфен і Шретер, ближче до останнього.
Із затопленого лавою кратера Шрьотер (координати 5°00′ пн. ш. 7°48′ зх. д. / 5° пн. ш. 7.8° зх. д.) тягнуться два радіальних прямих вали, що утворюють решітку разом із п'ятьма іншими рівнобіжними лініями. Одні вали йдуть від пагорбів і напівзасипаних кратерів, інші — починаються і закінчуються прямо в місцях перетину решітки.
У різні фази Місяця територією Міста можна помітити різні цікаві особливості. При високому положенні Сонця над Містом стає помітним ланцюжок попарно світлих плям, що обмежують з двох боків темну зігнуту смугу. Із заходу і сходу від Міста можна побачити щось схоже на «рисові поля» — трикутні смугасті місцини. Приблизно за 20 годин до останньої чверті Місяця на західному валу добре виділяється біла смуга. Вона має довжину, яка не поступається довжині «Прямому муру», тонка і пряма настільки, що нагадує натягнуту нитку. Місто лежить на височині. Звертає на себе увагу головний звід міста, висота якого, відповідно до вимірів довжини тіні, становить близько 300—500 метрів, тоді як висота підстав валів незначна. З лівого боку від міста є великий насип.
Спостерігавши Місто 11 червня 1870 року за допомогою 6,5-дюймового (16,25-см) рефлектора, Майкл Вітлі склав такий опис:

… центральний хребет починається на півночі від височини, і тягнеться на південь до кратера з центральною гіркою…

У його західній частині в південно-західному напрямку розходяться п'ять хребтів, найпомітніший з яких найпівнічніший; він відкидає невелику тінь 

На схід від центрального пагорба — в південно-східному напрямку розходяться чотири хребта, які видно не так чітко, і поступово зливаються з навколишньою місцевістю…

Самі хребти білі і розташовані на темній поверхні, що робить їх добре помітними і дуже схожими на вільхові листя, як описав їх Ґруйтуйзен; тим курйозним те, що об'єкт загалом виглядає безсумнівно природного походження … 

Ті, хто не спостерігав цього чудового об'єкта, безумовно, знайдуть його гідним своїх пошуків.

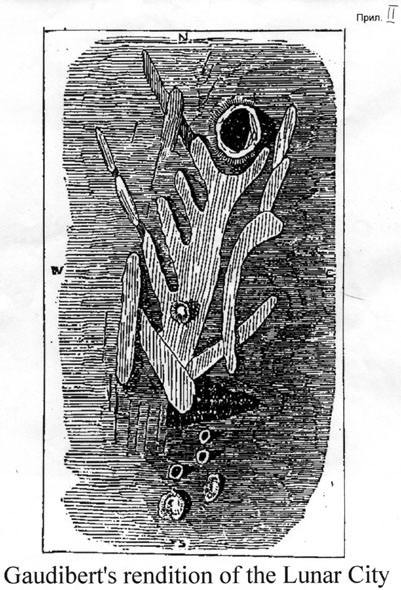
Місто Ґруйтуйзена за малюнком Ґодібера.

1874 року французький астроном Казимир Ґодібер у своїй статті, присвяченій спостереженням Міста, вказав на те, що його вид змінився з часом, зокрема, деякі його «мури» обрушилися, з'явилися нові утворення:

Безсумнівно, замальовки цього об'єкта існують, і було б цікаво порівняти їх з його сучасним виглядом. Здається майже визначеним, що вигляд Ґруйтуйзена зазнав змін, і його східні «ребра» зникли, за винятком північно-західного «ребра», яке, як видається, приховано меридіональним муром. На краю наступного «ребра» замість мура я бачив западину, а після неї — продовження «ребра». Третє і четверте ребра не мають продовжень, але на південь один з них закінчується западиною, за якою знаходиться те, що є продовженням «меридіонального» муру; так що ми спостерігаємо два закінчення цього муру без його середини. Було б цікаво також дізнатися, чи знаходиться східна частина в такому ж стані, як це було тоді, коли Ґруйтуйзен втратив «ребра», і чи спостерігалися три кратера на північ від об'єкта [раніше]. Здається, що вони утворилися недавно. Спостерігаючи цей об'єкт при збільшенні 550 [разів], я виявив, що його поверхня покрита дрібними горбами, і більшими на широті другого «ребра». Під час моїх спостережень термінатор перетинав [кратер] Стадій.

### Список основних об'єктів Міста Ґруйтуйзена

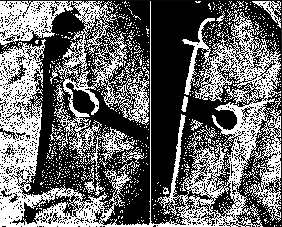
«Прямий мур» на малюнку Елґера. 1887 р.

| Утворення          | Координати                                          | Примітки                                                   |
| ------------------ | --------------------------------------------------- | ---------------------------------------------------------- |
| «Арена» (Шретер W) | 4°48′ пн. ш. 7°36′ зх. д. / 4.8° пн. ш. 7.6° зх. д. | «Кратер з гіркою» за Вітлі                                 |
| «Цитадель»         | 6°36′ пн. ш. 7°30′ зх. д. / 6.6° пн. ш. 7.5° зх. д. | Височина на півночі Міста                                  |
| «Прямий мур»       | 5°30′ пн. ш. 7°30′ зх. д. / 5.5° пн. ш. 7.5° зх. д. | Головний хребет                                            |
| «Західний мур»     | 5°42′ пн. ш. 7°12′ зх. д. / 5.7° пн. ш. 7.2° зх. д. | Західний хребет                                            |
| «Східний мур»      | 5°24′ пн. ш. 7°54′ зх. д. / 5.4° пн. ш. 7.9° зх. д. | Східний хребет                                             |
| Кратер Шретер T    | 7°06′ пн. ш. 7°48′ зх. д. / 7.1° пн. ш. 7.8° зх. д. | Один із 3 кратерів на північ від Міста, описаний Ґодібером |

## Сучасні оцінки
З огляду на загальну розмитість утворення, розмір «міста», що становить десятки кілометрів, товщину валів і стін, що досягає декількох кілометрів, відсутність навіть поверхневої аналогії з будь-яким відомим штучним об'єктом (на Місяці знайдено поки ще тільки одна подібна форма рельєфу на захід від кратера Фра Мауро), більшість астрономів вважає, що це утворення місячного рельєфу природного походження. Сам малюнок виник при русі й охолодженні місячної лави, коли на її шляху знаходилося кілька пагорбів. Ці перешкоди утворили на шляху кілька розбіжних під кутом одна до одної хвиль. Одночасно з цим, згідно з радянським астрофізиком Й. С. Шкловським, проявом діяльності розуму можна вважати лише феномен, який не вдається пояснити природними причинами (принцип презумпції природності).
Можливо, помилка Ґруйтуйзена була достатньою мірою обумовлена тим, що в його розпорядженні знаходився всього лише досить скромний 2-дюймовий рефрактор, слабка здатність телескопа доповнилася уявою і, як то буває, дослідник побачив те, що побажав. Інакше кажучи, як й у випадку каналів на Марсі, багато спостерігачів були введені в оману особливостями людського сприйняття, спостерігаючи об'єкт, що був на межі роздільної здатності їхнього приладдя.
Кульмінацією пошуків життя на Місяці стало відкриття «Валлверка» Фон Ґруйтуйзеном. За оцінкою співробітника Радіоастрономічного інституту Національної академії наук України О. В. Архипова,
У будь-якому випадку, цей об'єкт є пам'яткою піонерським спробам пошуку розумного життя поза Землею.

## Велике місячне дурисвітство

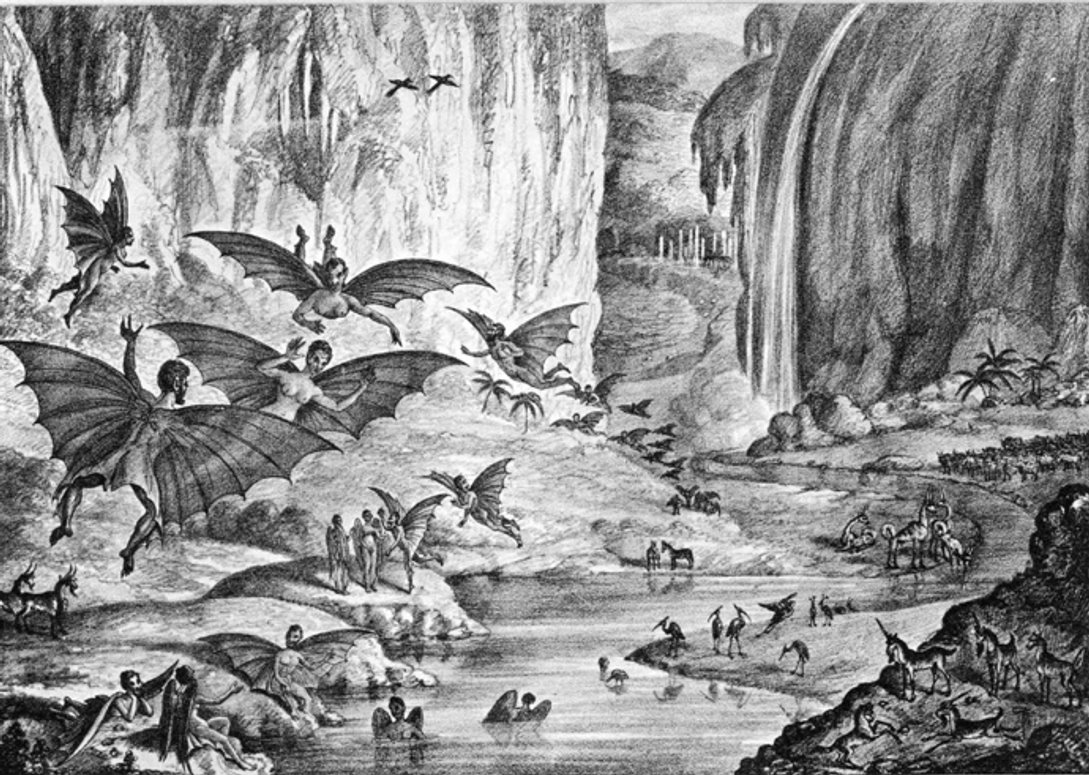
Місячні кажанолюди, тварини і краєвид. Літографія XIX ст.

Назву «великого місячного дурисвітства», або «місячної качки», отримала серія нарисів у нью-йоркської газеті «Sun» (№ 615—619), перший із яких вийшов друком 25 серпня 1835 року.
Найсерйознішим тоном у нарисах викладалася історія про те, що Джон Гершель, відправлений урядом до Південної Африки, виготовив небачений телескоп зі збільшенням у 42 000 разів, з'єднаний із мікроскопом так, що поверхня Місяця наближалася на видиму відстань у 100 ярдів (близько 92 м). Проєкція нібито передавалася на розтягнуте на стіні на кшталт екрану простирадло, після чого перед очима у вражених дослідників відкрилася картина місячного життя.
Вдалося розгледіти зелені луки, базальтові гори, пасовисько бізонів, єдинорогів і чисто англійського виду вовняних овець. Більш того, разом з останніми з'явилися і місячні пастухи зростом близько чотирьох англійських футів (приблизно 1,2 м) з мідного кольору шкірою, шерстю і перетинчастими крилами, що негайно підштовхнуло Гершеля дати їм найменування vespertilio-homo, тобто «кажанолюдина».
Америку охопило гарячкове збудження, весь наклад «Sun» негайно зник з прилавків, на додаток до нього довелося додрукувати ще 60 тис. примірників. Нью-йоркські і провінційні газети одностайно заявляли, що репортаж безсумнівно «достовірний і науково обґрунтований». Єдиний заперечний голос належав Едгарові Алланові По, який запевняв, що невідомий автор просто списав сюжет з його оповідання «Дивовижна пригода Ганса Пфааля», однак ніхто не бажав його слухати.
Запал прихильників місячного життя вдалося остудити лише офіційним звітом із Південної Африки, в якому рішуче стверджувалося, що відомості «Sun» є вигадкою від початку до кінця. Як з'ясувалося пізніше, «качку» запустив нью-йоркський журналіст Річард Адамс Локк. Основою ж для чудасії про місячних кажанолюдей послужило не що інше, як заява Ґруйтуйзена, викладена у «Edinburgh New Philosophical Journal».

## Маргінальні і непідтверджені теорії
Наразі, усе ж таки, знаходяться охочі вірити, що Місто Ґруйтуйзена дійсно є місцем перебування гіпотетичних розумних істот або, принаймні, покинутим ними поселенням. Так, наприклад, стверджується, що уся Центральна затока, околицями якої розташоване місто, колись була накрита величезним куполом, руїни якого було зафіксовано на одній зі світлин у ході місії «Сервеєр-6», як ланцюжки світних утворень, що знаходяться на місячному обрії, на тлі зайшлого Сонця.
Як зазначалося, думки про природне або штучне походження «місячного міста» багато в чому залежать від психологічного настрою спостерігача, який свідомо або несвідомо намагається знайти схожість місячних побудов із чимось знайомим йому на Землі, при тому, що немає і не може бути доказів, що створення інопланетного розуму зобов'язані нагадувати земні, тим паче, що навіть при найвищій на сьогодення роздільній здатності телескопів неможливо розгледіти малі подробиці та поготів визначити наявність будь-яких рухомих предметів.
Як підтвердження того, що Місяць усе ж населений, наводяться численні спостереження явищ неясного походження, яким до цих пір ніким не було дано виразного пояснення. Так багаторазово спостерігалися вогнища світіння та інші нетривалі точкові аномалії вигляду місячної поверхні (швидкоплинні місячні явища), радіосигнали, схожі на «організоване відлуння», які лунали чомусь з темної сторони Місяця, мостоподібна структура близько 12 км завдовжки, що сама собою з'явилася в Морі Криз і так само несподівано зникла (так званий Міст О'Ніла).
Найрадикальнішою в цьому відношенні, мабуть, є точка зору М. Хвастунова і О. Щербакова про те, що Місяць є порожнистою кулею, всередині якої живуть розумні істоти зі своєю технікою і всім необхідним задля підтримки життя.
На думку О. В. Архипова, загадка «міста Ґруйтуйзена» може бути вирішена лише його безпосереднім дослідженням.

## У письменстві
У літературних творах середини XIX століття можна знайти опис «міста» і розповіді про те збудження, яке викликало це відкриття в умах, багатих уявою. Так, наприклад, вважають, нібито знаменитий епізод з роману Жюля Верна «Навколо Місяця», в якому Ардан бачить щось, що нагадує «руїни міста або фортеці», навіяний повідомленням Ґруйтуйзена.
Натхненний відкриттям місячного міста, лорд Альфред Теннісон написав такі рядки:

Місяця білі міста на опалових просторах,

Їхні блискучі озера, їхні срібні висоти

Не зрошені вільгою хмари мандрівної,

Незміренні чорноти западин безодніх.

Ніщо — жодної людини голос марний,

Чи невідомий говір іншої істоти,

Не зачеплять світи ті далекі турботи.
Оригінальний текст (англ.)
The Moon’s white cities, and the opal width

Of her small glowing lakes, her silver heights

Unvisited with dew of vagrant cloud,

And the unsounded, undescended depth

Of her black hollows. Nay — the hum of men

Or other things talking in unknown tongue

And notes of busy Life in distant worlds.
— Довільний переклад. Дослівний: Білі міста Місяця, та опалова ширина / Її запалених озер, її срібних висот, / Незайманих росою блудних хмар, / І невиміряні, незаймана глиб / Її чорних ущелин. Нема — гомін людей / Або інших створінь, які спілкуються невідомою мовою, / І знаки діяльного Життя в далеких світах.